# Новотроевка (Белгородская область)
Новотроевка — село в Корочанском районе Белгородской области. Входит в состав Плосковского сельского поселения.

## География
Находится в центральной части Белгородской области, в лесостепной зоне, в пределах Среднерусской возвышенности, на левом берегу реки Корень, при автодороге 14Н-365, на расстоянии примерно 22 км (по прямой) к юго-западу от города Короча, административного центра района. Абсолютная высота — 125 м над уровнем моря.

### Климат
Климат характеризуется как умеренно континентальный, с относительно мягкой зимой и тёплым продолжительным летом. Среднегодовая температура воздуха — 6 °C. Средняя температура воздуха самого холодного месяца (января) — −8,2 °C; самого тёплого месяца (июля) — 20,1 °C. Безморозный период длится 155 дней. Годовое количество атмосферных осадков составляет 452 мм, из которых 326 мм выпадает в период с апреля по октябрь. Снежный покров держится в течение 102 дней.

### Часовой пояс
Село Новотроевка, как и вся Белгородская область, находится в часовой зоне МСК (московское время). Смещение применяемого времени относительно UTC составляет +3:00.

## Население
| 2002 | 2010 |
| ---- | ---- |
| 99   | ↘97  |

### Половой состав
По данным Всероссийской переписи населения 2010 года, в гендерной структуре населения мужчины составляли 49,5 %, женщины — соответственно 50,5 %.

### Национальный состав
Согласно результатам переписи 2002 года, в национальной структуре населения русские составляли 93 %.